# Joinvillefördraget
Joinvillefördraget tecknades i hemlighet i december år 1584 mellan den franska katolska ligan, under ledning av den främsta katolska adelsätten familjen Guise, och Filip II av Spanien.  Syftet var att bilda en katolsk allians som skulle göra gemensam sak mot de protestantiska nationerna, främst England under Elisabet I. Man ville också förhindra att den protestantiske Henrik av Navarra skulle äga arvsrätt till den franska tronen.

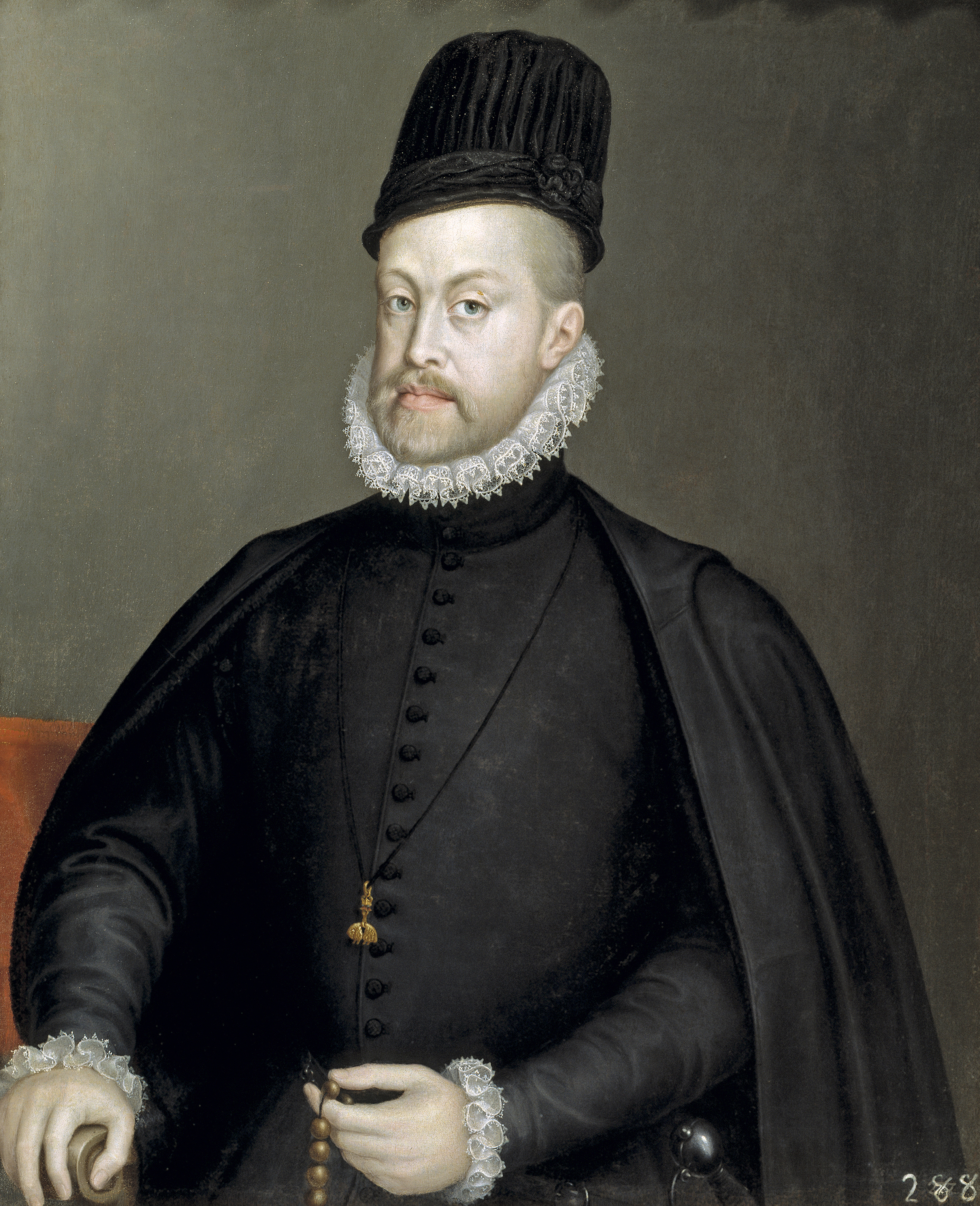
Filip II av Spanien (1527–1598) som var med och slöt Joinvillefördraget mot England.

I praktiken var det dock ingen av de allierade som hade något intresse av att starta någon större kampanj mot drottning Elisabet. Den katolska ligan brottades med alltför stora problem inom Frankrike för att kunna uppbåda de nödvändiga resurserna och Spanien hade sitt intresse fokuserat på kontinenten. Dock innebar fördraget att Elisabet, som fruktade en katolsk allians mot henne, bestämde sig för att aktivt gå in och stödja Nederländerna i deras kamp för att frigöra sig från spansk dominans.
Detta beslut bekräftades i Nonsuchfördraget mellan Elisabet och de holländska Generalstaterna år 1585. Robert Dudley, earl av Leicester utsågs till befälhavare över de styrkor som drottningen som en följd av fördraget skickade till Nederländerna. Detta blev startskottet till det krig som i förlängningen ledde till den engelska segern över Spanska armadan år 1588.
Det engelsk-spanska kriget kom att vara fram till år 1604 då fred slöts genom Londonfördraget. En av anledningarna till att freden då kunde slutas var att Elisabet I avlidit 1603, och efterträtts av Jakob I av England.